# Audioslave
Audioslave fue un supergrupo estadounidense de rock alternativo formado en Los Ángeles, California, en 2001 por el vocalista de Soundgarden, Chris Cornell, y la sección instrumental de Rage Against the Machine: Tom Morello (guitarra), Tim Commerford (bajo y coros) y Brad Wilk (batería).
Al principio, la crítica describió el sonido de Audioslave como una mezcla de Soundgarden y de Rage Against the Machine, aunque después de su segundo disco, Out of Exile, la prensa reconoció que la banda había logrado establecer una identidad propia. El sonido típico de la banda se gestó al fusionar el hard rock de los años 1970 con el rock alternativo de los años 1990. Además, Morello añadió sus solos de guitarra a esta mezcla. Los miembros de Audioslave se jactaron de que nunca necesitaron utilizar samples en las grabaciones de sus discos, usando solo los sonidos de la guitarra, bajo, batería y voces provenientes de sus grabaciones en el estudio.
En 2007, después de lanzar tres exitosos álbumes, haber sido nominados tres veces a los premios Grammy, vender más de siete millones de discos, y convertirse en la primera banda estadounidense en actuar en un concierto al aire libre en Cuba, Cornell anunció que dejaba la banda «debido a conflictos personales irreconciliables, además de diferencias musicales».
La banda se separó durante un largo periodo debido a que Chris Cornell y Tom Morello estaban ocupados grabando y lanzando álbumes en solitario, mientras los tres miembros restantes estaban ocupados con la reunión de Rage Against the Machine.
Audioslave volvió a reunirse el 20 de enero de 2017 para participar en la Anti-Inaugural Ball de Prophets of Rage con el propósito de manifestar su rechazo contra la investidura presidencial de Donald Trump. Sin embargo, después de esto volvieron a separarse, esta vez definitivamente. Además, las posibilidades de futuras reuniones de la banda quedaron descartadas tras la muerte de Cornell en mayo de ese mismo año.

## Origen del nombre

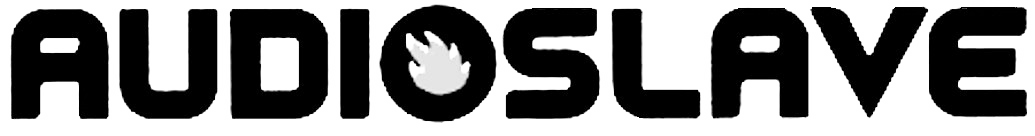
Logotipo de la banda

El nombre original de la banda era «Civilian», pero decidieron cambiarlo una vez que se percataron de que ya había una banda con ese nombre. Morello desmintió luego esta historia y contradijo a Cornell y a Commerford, al comentar que «Civilian» era solo un rumor que circulaba por la red en ese instante: «La banda solo ha tenido un nombre, y ese es Audioslave». Morello describió el origen del nombre «Audioslave»:

Fue una sugerencia de Chris que se le ocurrió en una especie de visión [...] Una noche dijo: 'Lo tengo, es Audioslave', y todos nosotros dijimos 'Muy bien, fantástico'... Parafraseando a Elvis Costello, hablar sobre nombres de bandas es como bailar sobre arquitectura; simplemente no tiene sentido porque el nombre de la banda se convierte en la música y en la gente [sic].

Después de que el nombre fuera anunciado, se descubrió que ya estaba siendo usado por una banda independiente de Liverpool. Ambas bandas alcanzaron un acuerdo y el grupo estadounidense pagó una suma de 30 000 USD al grupo inglés para que ambas bandas pudieran usar el nombre, puesto que fue la banda inglesa quien lo había registrado primero. De acuerdo al vocalista de Audioslave (Liverpool): «Los fans postearon algunos mensajes en nuestro sitio web diciéndonos que una banda estadounidense estaba intentando robarnos el nombre —pero no lo tomamos muy en serio al principio—. Entonces, un día, nuestro mánager recibió una llamada de EE. UU. para decirle que estaban interesados en alcanzar un acuerdo y fue cuando decidimos que debíamos conseguir un abogado para el caso. Pero todos somos grandes seguidores del rock estadounidense de cualquier forma, y nos sentimos muy halagados de que quisieran nuestro nombre». Para evitar cualquier confusión, la banda de Liverpool se cambió el nombre a «The Most Terrifying Thing» en 2006.
La crítica se burló del nombre debido a su falta de inspiración, e incluso lo consideró como uno de los peores nombres de todos los tiempos. Pitchfork Media lo denominó como «el nombre más estúpido del año», mientras que la revista Spin lo calificó como «uno de los nombres más absurdos en la historia reciente del rock».

## Historia

### Formación (2000-2001)
La primera fecha clave en la historia de Audioslave se remonta al 18 de octubre de 2000, cuando el vocalista Zack de la Rocha anunció que abandonaba Rage Against the Machine, lo cual provocó la ruptura de dicha banda. A pesar de ello, los tres miembros restantes decidieron permanecer juntos y anunciaron planes para continuar con un nuevo vocalista. Probaron con varios vocalistas, entre los que se incluyen B-Real de Cypress Hill, pero decidieron que no querían a otro rapero, ni a nadie que sonara como Zack de la Rocha. El productor y amigo del trío, Rick Rubin, propuso a Chris Cornell, antiguo vocalista de Soundgarden, además de aconsejarles ir a terapia de grupo con Phil Towle, quien posteriormente trabajaría con Metallica. Rubin estaba seguro de que, con el vocalista correcto, RATM podía convertirse en una banda mejor de forma semejante, desde su perspectiva, a lo que pasó cuando los Yardbirds se convirtieron en Led Zeppelin. Commerford declararía posteriormente que Rubin fue el responsable de juntar a los miembros de Audioslave, denominándolo «el ángel en la encrucijada, [porque] si no hubiera sido por él, yo no estaría hoy aquí».
La química entre Cornell y el trío afloró inmediatamente, como describió Morello: «Se acercó al micrófono y cantó la canción, y [yo] no podía creerlo. No solo sonaba bien; sonaba genial. Era fuera de lo normal. Y... cuando hay una química irremplazable desde el primer momento, no puedes negarlo». El nuevo grupo escribió 21 canciones durante 19 días de ensayos y empezó a trabajar en el estudio, en mayo de 2001, con Rubin como productor, mientras se solucionaban los asuntos de gestión así como los relacionados con la discográfica.

### Audioslave(2002-2003)
El 19 de marzo de 2002 se confirmó la participación de Audioslave en la séptima edición del Ozzfest, a pesar de que en aquel momento la banda no tenía nombre ni fecha para la publicación de su álbum debut. Pocos días después, varios medios de comunicación informaron de la separación de Audioslave, antes siquiera de haber dado ningún concierto oficial. El representante de Cornell afirmó que el vocalista había abandonado la banda sin razón aparente ni mayores explicaciones. En un inicio, se mencionó que la razón de la salida de Cornell se debía a que a éste no le agradaba que hubiera dos representantes envueltos en el proyecto (Jim Guerniot representaba a Cornell y Peter Mensch al resto de la banda). Según la banda, los conflictos personales no fueron la causa de la ruptura, sino las disputas surgidas entre sus representantes. Una vez acabado el proceso de mezclado del álbum, después de unas seis semanas, el grupo se reformó y despidió a sus mánagers y a sus compañías, contratando a otra llamada The Firm. Las compañías discográficas involucradas, Epic e Interscope, arreglaron sus diferencias y aceptaron turnarse en la publicación de los álbumes de la formación.
Bajo el nombre de «Civilian» (o «The Civilian Project») se filtraron trece demos en varios programas P2P en mayo de ese mismo año. Según Morello, la banda estaba frustrada porque en muchos casos estas canciones no estaban finalizadas y «ni siquiera eran las mismas letras, los mismos solos o interpretaciones de ninguna clase».
A comienzos de septiembre, la banda anunció su nombre oficial y lanzó su página web. El primer sencillo, «Cochise», se publicó en Internet a finales de ese mismo mes y fue enviado a las emisoras de radio a principios de octubre. La crítica elogió el estilo vocal de Cornell, opuesto al rapeo de Zack de la Rocha, y encontró una marcada similitud con Paul Weller, «levantándose del suelo y volviendo a los sonidos que les sirvieron de inspiración (a los ex integrantes de RATM)». El director de cine Mark Romanek filmó el vídeo musical de «Cochise», que muestra a la banda tocando en la azotea de un edificio en construcción cerca de la presa de Sepulveda, en Los Ángeles, rodeado de un espectáculo de fuegos artificiales. Las explosiones pirotécnicas hicieron pensar a los residentes cercanos de la existencia de un ataque terrorista.
Audioslave, su álbum debut homónimo, salió a la venta el 19 de noviembre de 2002 y entró en el Billboard 200 en el séptimo puesto tras vender más de 162 000 copias en su primera semana. Es el álbum más exitoso de Audioslave hasta la fecha, tras vender más de tres millones de copias solo en los EE. UU. No obstante, a pesar de su éxito comercial, el disco recibió críticas variadas. Varios especialistas lo tacharon de «predecible» y «carente de inspiración». A su vez, Pitchfork Media alabó la voz de Cornell, pero criticó casi todos los demás elementos del álbum, al juzgar las letras como un «completo sinsentido» y a la producción de Rubin como «un producto que casi puede catalogarse como rock sintetizado que no transmite calor». En el polo opuesto, otros críticos encontraron similitudes con el hard rock de los años 1970 de grupos como Led Zeppelin o Black Sabbath, y declararon que habían añadido un sonido y un estilo innovadores en el mainstream del rock contemporáneo.
Audioslave hizo su debut en vivo el 25 de noviembre de 2002 al llevar a cabo un breve concierto en la azotea del Ed Sullivan Theater en Broadway, Nueva York, para el programa Late Show with David Letterman. De hecho, esta vez fue la primera que una banda apareció en la marquesina de Letterman. Su primer concierto de pago oficial, en el KROQ Almost Acoustic Christmas de 2002, se celebró el 7 de diciembre, después de dar un concierto privado la noche anterior en un club. Hacia el final de su espectáculo, que constó de seis canciones, Cornell dijo a la audiencia: «Estos chicos salvaron mi vida este año», y el show acabó con un abrazo entre los integrantes del grupo. Posteriormente, cuando le pidieron que explicase su comentario, solamente dijo que había arrastrado al trío a través de un «sendero de mierda» en los meses pasados.
En esta misma época circuló el rumor de que Cornell había ingresado en una clínica de rehabilitación para drogadictos, algo confirmado después por él mismo en una entrevista a Metal Hammer hecha desde un teléfono de la clínica. Cornell explicó que había pasado por una «horrible crisis personal» durante la grabación del primer álbum, al permanecer en rehabilitación durante dos meses y separarse de su mujer. Además, dio las gracias a Morello, Commerford y Wilk por haberle ayudado en esos momentos tan difíciles para él. Desmintió los rumores que decían que estaba enganchado a la oxicodona o a la heroína, y cuando se le preguntó sobre ello, dijo únicamente: «Varias cosas. No soy quisquilloso. Sobre todo por la bebida [alcohólica]».
«Like a Stone», el segundo sencillo de Audioslave, se publicó a comienzos de 2003. Se convirtió en el sencillo que llegó a la posición más alta en las listas de ventas, al alcanzar la cima en Mainstream Rock Tracks y en el Modern Rock Charts, ambas elaboradas por la publicación Billboard. Se le certificó como sencillo de oro por la RIAA, convirtiéndose en el más exitoso en la carrera de la banda. Commerford dijo que la canción es sobre un anciano que espera a la muerte sentado solo en su casa, una vez que todos sus amigos y su familia ya partieron, y que espera reunirse pronto con ellos. El video musical de «Like a Stone» fue escrito y dirigido por Meiert Avis, quien optó por grabarlo en la misma casa donde Jimi Hendrix, con su banda The Jimi Hendrix Experience, había compuesto «Purple Haze», en Los Ángeles. El video hace uso de espacio negativo.
El vídeo musical del tercer sencillo, «Show Me How to Live» —que al ser lanzado en la radio alcanzó la posición 67 en la lista Billboard Hot 100, donde permaneció durante veinte semanas, así como el cuarto puesto en el listado Alternative Songs— fue prohibido en la cadena televisiva MTV porque muestra a Cornell en una persecución por carretera que provoca accidentes entre los coches de policía. El primer DVD de la banda, Audioslave, salió a la venta el 29 de julio de 2003; en formato EP, el disco señalado contiene los tres primeros sencillos lanzados por la banda («Cochise», «Like a Stone» y «Show Me How to Live») interpretados en vivo durante su presentación en el programa The Late Show with David Letterman, a finales de 2002, además de dos canciones adicionales («Set It Off» y «Gasoline») y entrevistas con los integrantes de Audioslave. A mediados de 2004, el DVD fue certificado como oro por la RIAA. Cabe señalarse que en 2003, la banda se embarcó en una larga gira mundial, donde recibió reseñas positivas por sus conciertos, uno de los cuales tuvo lugar en el festival Lollapalooza.

### Out of Exile(2004-2005)

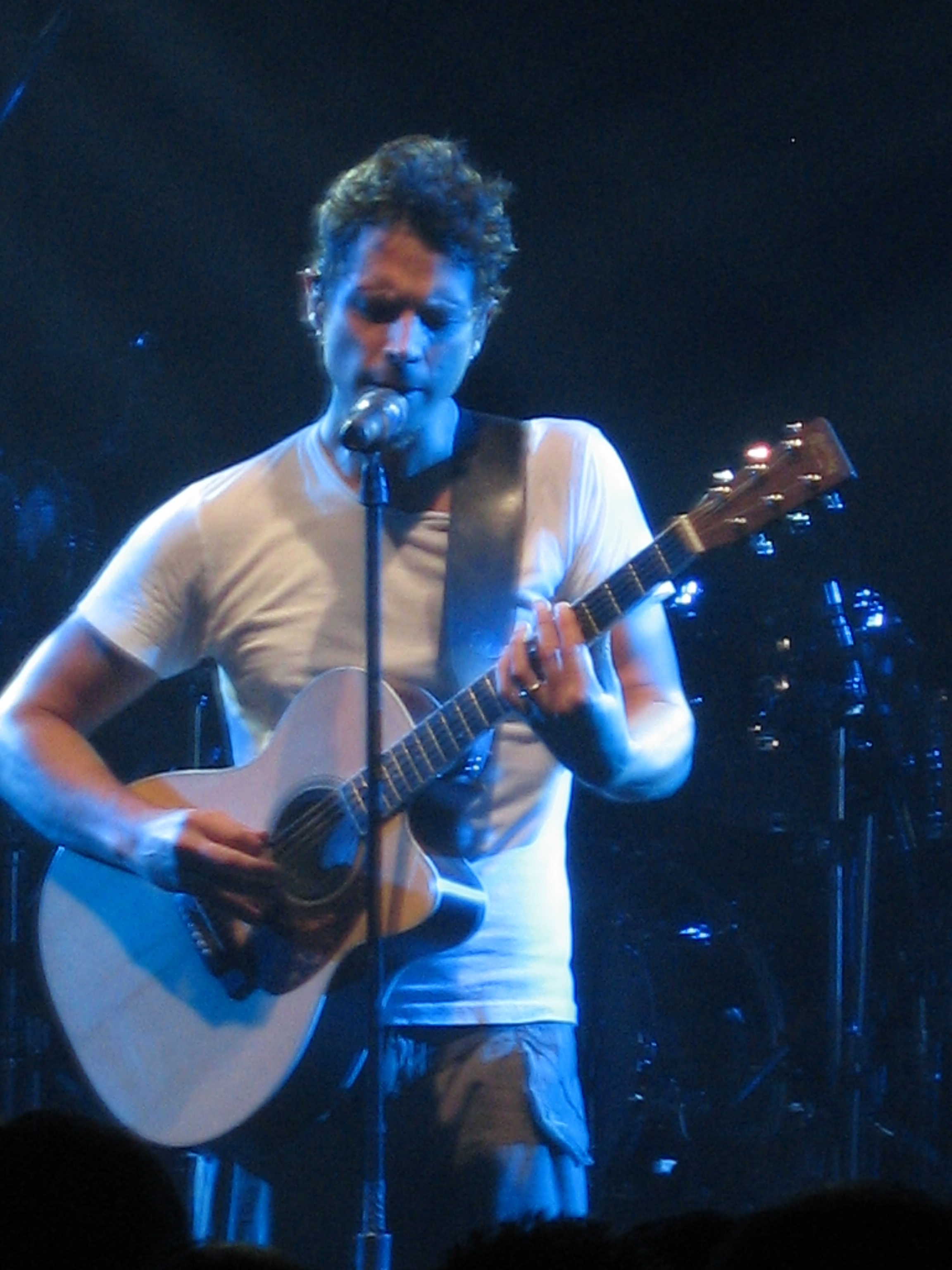
Chris Cornell en 2005.

En 2004, Audioslave estuvo entre los nominados a los premios Grammy con la canción «Like a Stone», nominada en la categoría de «Mejor interpretación de hard rock», y el disco Audioslave en la de «Mejor álbum de rock». El resto del año 2004 descansaron de sus giras y trabajaron en su segundo álbum. Esto dio a Morello el tiempo necesario para concentrarse en su proyecto en solitario, The Nightwatchman, y para tomar parte en actividades políticas (como las de su organización activista Axis of Justice). Cornell se enfocó en su vida personal; después de divorciarse de su primera mujer, Susan Silver, se casó con Vicky Karayiannis, una publicista estadounidense afincada en París que conoció durante la primera gira europea de Audioslave.
Durante el festival de Lollapalooza de 2003 estuvieron trabajando en su siguiente álbum, y continuaron así hasta el final del año, cuando el cuarteto regresó al estudio de grabación. Además de componer nuevas canciones, la banda tenía algunas desechadas de las sesiones de Audioslave; según Morello, tenían «material casi digno para otro álbum [casi hecho]». «Be Yourself», el primer sencillo del trabajo aún sin título, fue duramente criticado por algunos periodistas musicales y descrito como «cojo, con letras sosas y sin dirección». Sin embargo, alcanzó el número uno en las listas Mainstream y Modern Rock de la revista Billboard.
En abril de 2005, la banda comenzó una gira de clubes que duró hasta finales de mayo. Audioslave evitaba interpretar canciones de sus antiguos grupos (Soundgarden y RATM) porque no querían usarlas como una «muleta» que estableciese a Audioslave, ya que su objetivo era definir al grupo como «una entidad independiente». Después de alcanzar este objetivo, pensaron que era hora de «reconocer estos antecedentes», y comenzaron a interpretar una selección con algunas canciones de las dos bandas durante las giras.
El segundo sencillo, «Your Time Has Come», se publicó mediante una promoción excepcional que involucró a radioyentes de todo el mundo. Se les pidió a las emisoras de radio que añadieran un enlace web en sus páginas de Internet a una descarga limitada de la canción. Una vez que se alcanzase un millón de descargas parciales, el millón de fanáticos podría descargar el tema completo, aunque el fichero descargado solo se podría reproducir durante un tiempo antes de que se «autodestruyera».
El 6 de mayo de 2005, Audioslave ofreció un concierto gratuito ante más de 50 000 personas en La Habana en la Tribuna Antiimperialista José Martí, construida en el año 2000 con el objetivo de acoger las protestas contra el gobierno estadounidense de George W. Bush, convirtiéndose así en la primera banda estadounidense de rock en celebrar un concierto al aire libre en Cuba. La banda viajó a La Habana el 4 de mayo junto con su equipo de cámaras y sonido para pasar dos días visitando lugares históricos y reuniéndose con los músicos locales. Morello y el resto de los miembros insistían en que el viaje no se había realizado con un mensaje político, sino para tomar parte en un intercambio musical y cultural. Cornell comentó: «Esperamos que este concierto ayude a abrir las fronteras musicales entre los dos países». El viaje se organizó bajo la autorización del Departamento del Tesoro de los Estados Unidos y el Instituto Cubano de la Música, ya que la entrada de ciudadanos estadounidenses en la isla está restringida, pero la autorización llegó tarde así que la banda tuvo que posponer algunos de sus compromisos posteriores en EE. UU. El concierto de 26 canciones, que incluyó algunas de Soundgarden y Rage Against the Machine, pasó a ser el más largo jamás tocado por Audioslave.
Out of Exile se publicó a nivel mundial el 23 de mayo de 2005 y un día después en Estados Unidos, y debutó en el primer lugar del Billboard 200; es el único disco de Audioslave en alcanzar esta posición. La semana siguiente, sin embargo, cayó hasta el tercer puesto, con un descenso del 62 % en ventas, aunque acabó siendo certificado disco de platino por la RIAA. Cornell admitió haber compuesto sus canciones más personales en este álbum, influido por los positivos cambios personales en su vida desde 2002. También describió al disco como más variado que el debut y menos dependiente de los pesados riffs de guitarra.
El disco fue mejor recibido por la crítica que su álbum debut. Se apreció la voz más fuerte de Cornell, seguramente debido a que había dejado de fumar y beber, y se puntualizó que Out of Exile es «el sonido de una banda que está alcanzando su propia identidad». Allmusic, a pesar de que hizo una reseña poco entusiasta del álbum, lo calificó como «suave, duro, fuerte y memorable». Las letras, sin embargo, fueron una queja constante, y algunos críticos como musicOMH.com expresaron que «continúan rozando lo ridículo». El enfoque más suave y lento también fue objeto de algunas críticas.
Después de la edición del álbum, Audioslave se embarcó en una gira por Europa, donde tocó en el Live 8 de Berlín el 2 de julio de 2005, y encabezó por primera vez una gira estadounidense a gran escala entre septiembre y noviembre. El vídeo musical de «Doesn't Remind Me», el tercer sencillo, se publicó en Internet en septiembre de ese año, mientras que el DVD del concierto de Cuba, Live in Cuba, salió a la venta el 11 de octubre y obtuvo la certificación de platino en menos de dos meses.

### Revelationsy ruptura (2006-2007)

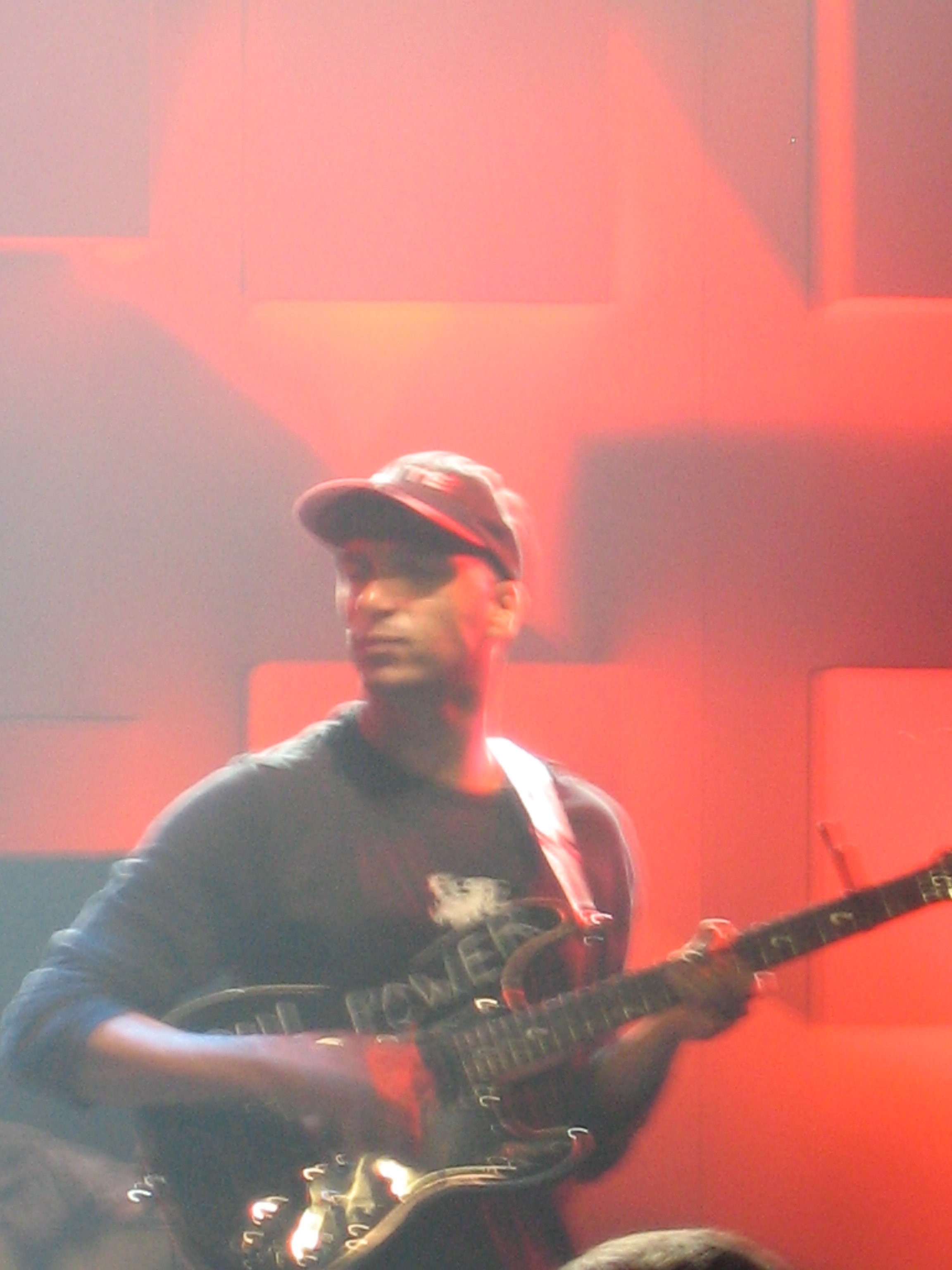
Tom Morello en 2005.

En diciembre de 2005, Audioslave recibió su tercera nominación a los premios Grammy en la categoría de «Mejor interpretación de hard rock» por la canción «Doesn't Remind Me». Por esta época comenzaron a grabar su tercer disco; Cornell había expresado su intención de hacer un álbum «cada año o cada año y medio» antes de publicar Out of Exile. A principios de julio de 2005, después de su gira europea, la banda se retiró al estudio para componer nuevos temas. Morello dijo que el objetivo era «borrar las fronteras entre los ensayos, las grabaciones y las giras». La grabación empezó en enero de 2006, con la idea de publicar el disco en junio con la ayuda del productor Brendan O'Brien, que había participado en las mezclas de Out of Exile.
Audioslave tenía veinte canciones compuestas y grabó 16 de estas en tres semanas. Sin embargo, la fecha de edición del disco se pospuso a septiembre y la banda canceló su gira europea para tener un álbum qué promocionar cuando comenzase. El primer sencillo del álbum, «Original Fire», se posteó en el sitio web oficial de la banda para su escucha directa a comienzos de julio.
Los primeros rumores que situaban a Cornell fuera del grupo comenzaron en julio de 2006, poco después de acabar la grabación del disco. El vocalista negó inmediatamente estos rumores, al declarar: «Oímos rumores todo el tiempo de que Audioslave se separa... Yo siempre los ignoro». En la misma entrevista, también abordó el tema de grabar un disco en solitario, el segundo en siete años, antes que acabara agosto.
Una campaña especial de marketing precedió a la publicación del álbum en agosto, al incluirse en Google Earth una isla ficticia en el Pacífico Sur llamada Audioslave Nation. Además, varias canciones del álbum aparecieron en bandas sonoras de películas y videojuegos: «Wide Awake» y «Shape of Things to Come» aparecieron en Miami Vice, mientras que «Revelations» lo hizo en la banda sonora de Madden NFL 07. Revelations salió a la venta el 5 de septiembre de 2006, posicionándose en su primera semana en el segundo puesto del Billboard 200 al vender más de 142 000 copias en su primera semana. Sin embargo, fue el disco menos exitoso de la banda, puesto que a la semana siguiente sus ventas descendieron un 65 %, aunque llegó a ser certificado disco de oro un mes después. Revelations muestra influencias del funk, soul y rhythm and blues que no habían estado presentes en los anteriores trabajos. Morello definió el sonido de su nuevo disco como «Led Zeppelin conoce a Earth, Wind & Fire». Además, muchas de las pistas presentan letras con una postura política más abiertamente liberal que las anteriores entregas del grupo.
El álbum obtuvo una recepción crítica similar a la de Out of Exile, donde destacaron los elogios por la integridad de la banda en el proceso de grabación. Las nuevas influencias del funk y el soul también se hicieron acreedoras a buenas notas: Allmusic lo definió como «el álbum más colorido, diverso y consistente». No obstante, muchos otros expresaron que es «solo otra grabación de rock», y musicalmente no muy diferente de su predecesor.
Cornell decidió retrasar la gira hasta comienzos de 2007 porque quería «dejar que el álbum circulase un tiempo» y concentrarse también en su segundo disco en solitario. El resto de los integrantes le siguieron y Morello también reveló planes para publicar un álbum debut en solitario a comienzos de 2007. En octubre de 2006 se editó el segundo y último sencillo del disco, «Revelations», que se acompañó de un vídeo musical un mes después.
El 22 de enero de 2007 se anunció la reunión de Rage Against the Machine para un único concierto en el festival de Coachella el 29 de abril. Menos de un mes después, el 15 de febrero, Cornell anunció oficialmente su salida de Audioslave, tras emitir este comunicado: «Debido a conflictos personales sin resolver así como diferencias musicales, abandono permanentemente la banda Audioslave. Les deseo lo mejor a los otros tres miembros en todos sus futuros esfuerzos». Expresó que, hasta donde sabía, Audioslave se había separado, y que se publicaría un disco de grandes éxitos en el futuro, debido a compromisos con la compañía discográfica. El New York Post publicó que la ruptura no se produjo debido a «conflictos personales sin resolver», sino a causa de dinero. Un amigo de Cornell dijo: «Chris estaba descontento con el acuerdo financiero dentro del grupo; él componía toda la música, pero sus tres compañeros ganaban la misma cantidad de los ingresos multimillonarios de publicación».
Morello dijo que nunca había oído oficialmente de la boca de Cornell que había dejado el grupo. Cornell contestó: «Tom y yo sí tuvimos conversaciones sobre el hecho de que yo me iba a ir a grabar mi disco y de que estaba cansado de lo que acabó pareciéndose a negociaciones políticas sobre cómo íbamos a hacer el negocio Audioslave sin llegar a ninguna parte». También añadió que este proceso de «hacer el negocio de Audioslave» lo animó a embarcarse en su carrera en solitario.
Cornell admitió en 2008 que no había entablado contacto con ninguno de sus otros compañeros de Audioslave desde la separación del grupo. Dijo que la disolución de la banda no se debió a cuestiones económicas, sino a que simplemente él ya no se llevaba bien con ellos en esos últimos años. En sus palabras: «Llevarte con personas es una cosa. Llevarte con un grupo de personas que pueden trabajar juntos en una situación de banda... Nosotros no nos estábamos llevando bien, no. Las bandas trabajan de una forma en que todos en algún momento deben de tener una idea similar de cómo haces las cosas... Tres álbumes después, comenzó a parecer que nuestros intereses ya no estaban tan unidos».

### Reuniones y muerte de Cornell (2014-2017)
En septiembre de 2014 Morello y Cornell participaron en un concierto de recaudación de fondos de la organización 15Now, llevado a cabo en El Corazón, Seattle. En este evento interpretaron juntos cuatro temas de Audioslave además de otras versiones de canciones de U2 y Bruce Springsteen, entre otros. Al año siguiente, en una entrevista concedida al sitio web Total Guitar, Cornell admitió su interés en volver a reunirse con el resto de integrantes de la banda. De acuerdo con sus palabras:

Hicimos un montón de canciones con ellos, y ahora tenemos la ventaja de no haber hecho nada juntos en mucho tiempo, sería una experiencia realmente increíble, sólo para volver y trabajar con los mismos tipos de nuevo [...] Estábamos sin duda un grupo prolífico de gente, escribimos tres álbumes enteros en casi 5 años, tal vez menos, y estos fueron los álbumes que salieron «crudos», y teníamos material extra, y parecía nunca haber problemas para estar tratando de estar de acuerdo, lo que iba a salir de estas canciones. Eran buenos chicos, y me gustó mucho la experiencia que tuve con ellos, asi que sí, yo siempre estaré abierto a hacer algo.

Hasta 2016 tanto Cornell como el resto del grupo se hallaban inmersos en presentaciones con Temple of the Dog y Prophets of Rage, aunque mantenían las intenciones de volver a colaborar juntos como Audioslave. Esta reunión se concretó formalmente el 20 de enero de 2017, cuando Audioslave interpretó tres de sus composiciones en el Anti Inaugural Ball, a manera de protesta por la investidura presidencial de Donald Trump. Las posibilidades de futuras reuniones de la banda quedaron descartadas tras la muerte de Cornell en mayo de ese mismo año. Más tarde, Morello confirmó la existencia de canciones inéditas de Audioslave resultantes de las sesiones de grabación de sus álbumes de estudio, aunque desconocía si estos habrían de ser distribuidos en algún momento.

## Estilo musical e influencias

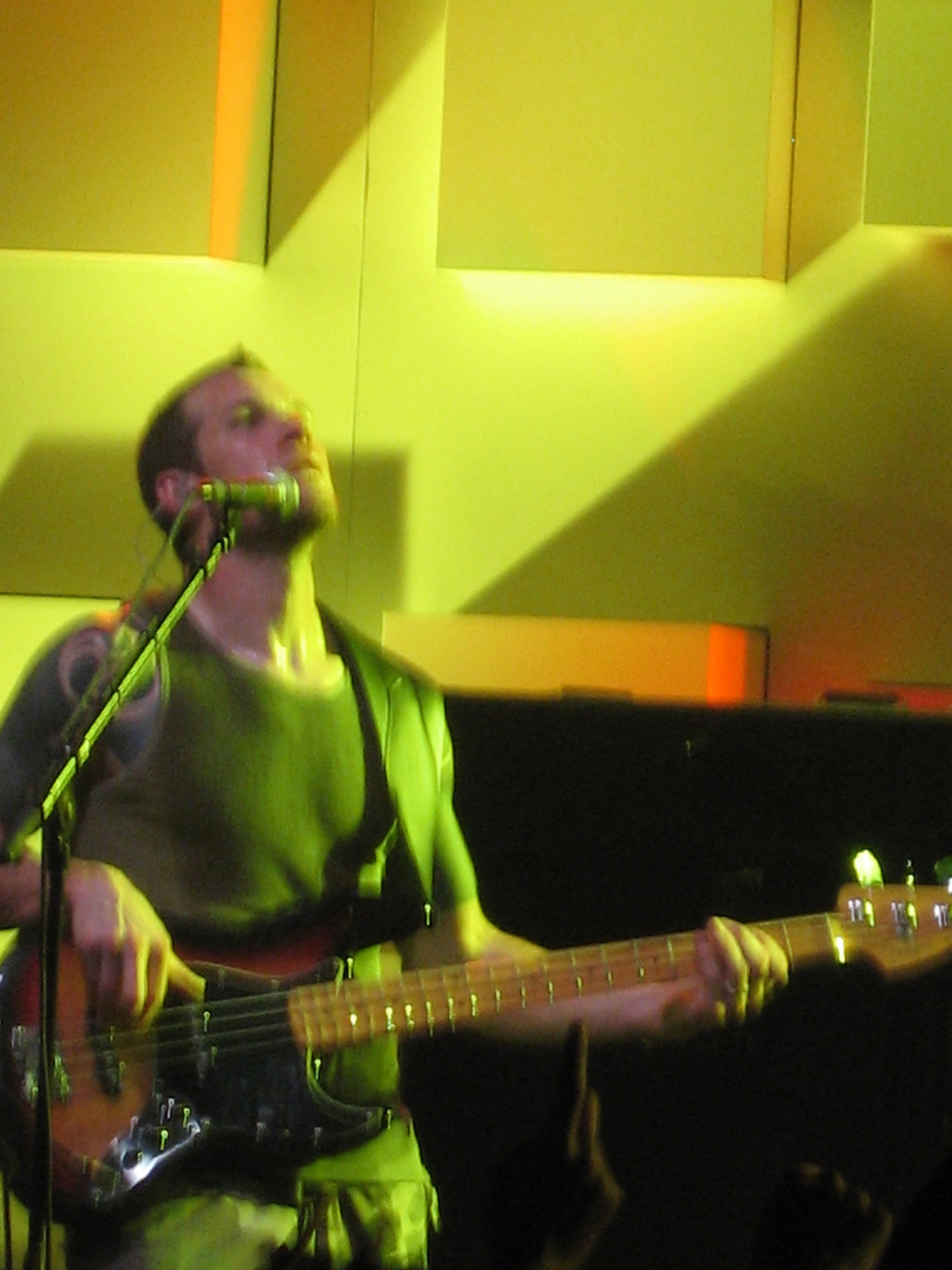
Tim Commerford en 2005.

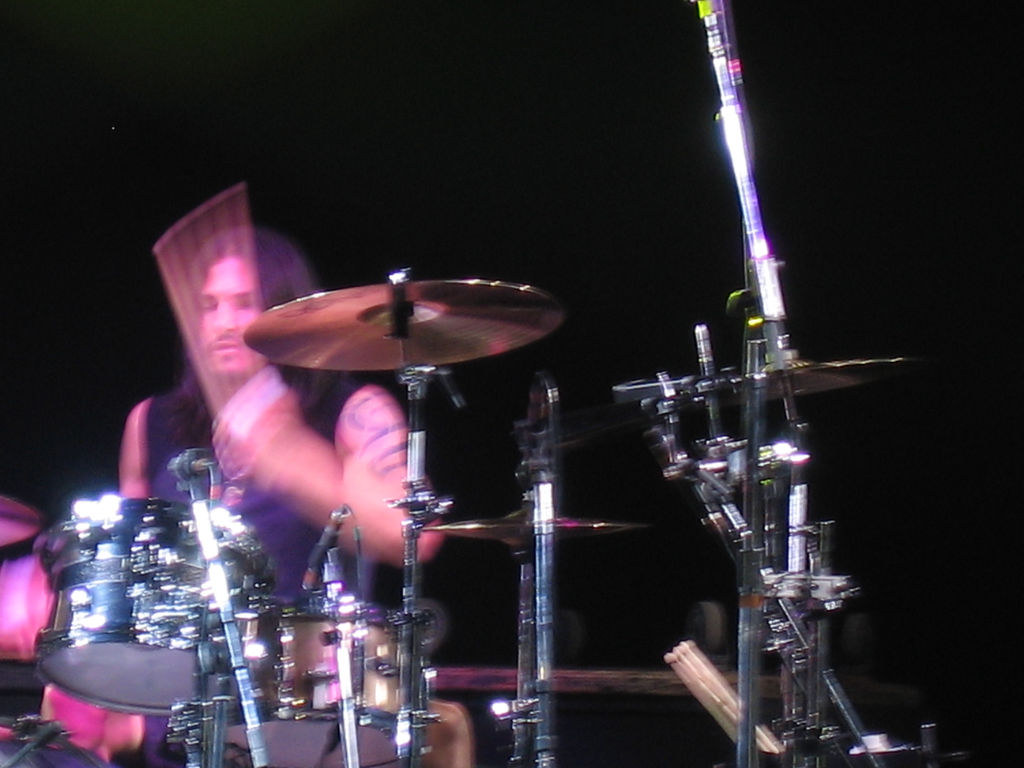
Brad Wilk en 2005.

Al combinar el hard rock de los años 1970 con el grunge, Audioslave creó un estilo característico. Esta mezcla destacaba por el amplio rango vocal de Cornell, los innovadores solos de guitarra de Morello y la sección rítmica de Wilk y Commerford. Morello, aunque declaró que nunca se sintió limitado musicalmente en Rage Against the Machine, reconoció que tuvo «muchas más oportunidades de explorar con Audioslave» y «un territorio musical más amplio».
Al contrario que las letras de De la Rocha, las de Cornell eran en su mayoría apolíticas; Morello se refirió a ellas como «poesía angustiosa y existencial». Están caracterizadas por su críptico enfoque, donde tratan temas como el existencialismo, el amor, el hedonismo, la espiritualidad y el cristianismo. Sin embargo, la crítica nunca alabó especialmente el trabajo de Cornell; sus detractores a menudo decían de sus canciones que eran estereotipadas y sin sentido.
Los primeros dos álbumes de Audioslave están influenciados por el hard rock de los años 1970 y por bandas como Led Zeppelin y Black Sabbath, además de las antiguas bandas de sus integrantes (el grunge de Soundgarden y el funk/rap metal de Rage Against the Machine). En Revelations, álbum influenciado por el soul, el funk y el R&B de los años 1960 y 1970, Morello empleó amplificadores y guitarras antiguas, mientras que Cornell adoptó sus dotes vocales de funk y R&B de la década de 1970. El guitarrista también citó a Sly & the Family Stone, James Brown y Funkadelic como inspiradores de los sonidos de funk presentes en el disco.
Del mismo modo que Rage Against the Machine, Audioslave añadió en los folletos de sus discos la afirmación de que todos los sonidos provenían únicamente de una guitarra, un bajo, una batería y voz, porque el trabajo de Morello en la guitarra puede inducir al oyente a pensar que habían usado samples, sintetizadores o técnicas de turntablism para crearlos. Rick Rubin, productor de los dos primeros álbumes de la banda, fue reconocido como un «gran compañero de trabajo» y se lo comparó con «el quinto Beatle» por Morello.
El tiempo empleado en la composición siempre fue corto. Para su primer álbum, compusieron 21 canciones en 19 días, y superaron ese índice para el segundo al componer una, e incluso dos, por día, algo que repitieron para el tercer material. Morello llegó a decir: «Le deseamos lo mejor a Zack, pero para nosotros, su marcha fue una bendición disfrazada. Compusimos más canciones con Chris en ocho meses que con Rage en ocho años».
La batalla de Cornell contra el alcoholismo y la drogadicción fue un factor determinante en los procesos de composición y grabación. El vocalista admitió que nunca fue capaz «de escribir de manera efectiva» cuando bebía, y acudió a rehabilitación después de grabar el primer álbum. Aunque Morello explicó que Revelations era el «primer disco en el que Cornell no fumó, no tomó drogas ni bebió durante la grabación», después matizó al decir: «Chris estuvo totalmente sobrio durante la elaboración de Out of Exile. Chris también estuvo sobrio mientras hacíamos Revelations, y antes de grabar también dejó de fumar».

## Política
Mientras gran parte del contenido de las letras de Rage Against the Machine es de temática social y política, Audioslave se desmarcó de esta tendencia. Cornell declaró que no quería convertirse en el nuevo cantante de Rage Against the Machine o de ninguna banda política, pero que actuaría en cualquier concierto benéfico que el resto de miembros quisiera. A pesar de su oposición contra el contenido político en las letras, él mismo nunca rechazó esta posibilidad, e incluso escribió varias canciones al respecto: una basada en las manifestaciones contra la cumbre de la OMC en Seattle en 1999, «Set It Off» (presente en el álbum Audioslave), la antibélica «Sound of a Gun», y el tema «Wide Awake», descrito por Morello como «la canción más política jamás escrita por Audioslave», que representó una crítica contra la administración de George W. Bush y el desastre a la hora de prever las consecuencias del huracán Katrina.
La banda se posicionó en una postura anti-Bush y contra la guerra de Irak desde el principio. El 17 de marzo de 2003, pocas horas después de que el presidente Bush anunciara sus planes para invadir Irak, la banda actuó en directo en Hollywood y lanzó mensajes como «¿Cuántos iraquíes por galón?» y «En algún lugar de Texas, un pueblo está perdiendo a un idiota». El vídeo musical de «Doesn't Remind Me» es también crítico contra la guerra de Irak. Wilk llamó a Bush «una puta estafa» en una entrevista, tras criticar la lógica de la invasión de la administración de Bush en Irak.
Hacia la publicación del segundo trabajo de la banda aparecieron varias canciones de Rage Against the Machine, especialmente las más críticas contra la política, en las presentaciones de Audioslave. Aunque los miembros acordaron no hacer ningún comentario político durante su visita a Cuba, Commerford expresó en una entrevista que este concierto hizo a Audioslave más políticamente activo de lo que nunca lo había sido Rage Against the Machine. En esta estancia, Cornell dijo que consideraba «cada aspecto de la vida humana» al escribir sus letras, y que escribiría sobre esta experiencia en una o varias canciones. Esto culminó en las influencias políticas de Revelations, aunque no escribió específicamente sobre Cuba. Afirmó asimismo que Audioslave podría llegar a ser una banda de la talla de U2, que «no es abiertamente política, pero Bono hace mucho al respecto». Ese año, la banda tocó en dos conciertos más con fines políticos: Live 8, que busca ayudar a acabar con la pobreza mundial, y el concierto benéfico ReAct Now: Music & Relief, en pro de las víctimas del huracán Katrina.
Audioslave estuvo ligada de manera importante con Axis of Justice, una organización sin ánimo de lucro fundada por Serj Tankian (vocalista de System of a Down) y Tom Morello, para «reunir a músicos, fans de la música y organizaciones políticas de base para luchar por la justicia social».
Haciendo gala de su estrecha relación con temas políticos, la banda se reunió en 2017 para realizar una presentación en vivo durante un concierto que reunió a artistas en contra del recién electo presidente de Estados Unidos, Donald Trump.

## Miembros
- Chris Cornell - voz principal y coros, guitarra adicional
- Tom Morello - guitarras
- Tim Commerford - bajo y coros
- Brad Wilk - batería y pandereta

## Discografía
Álbumes de estudio
- 2002: Audioslave
- 2005: Out of Exile
- 2006: Revelations